# Оксид рутения(V)
Оксид рутения(V) — неорганическое соединение, 
оксид металла рутения с формулой Ru2O5,
чёрные кристаллы.

## Получение
- Высушивание раствора оксида рутения(VIII):

{\displaystyle {\mathsf {4RuO_{4}\ {\xrightarrow {110^{o}C}}\ 2Ru_{2}O_{5}+3O_{2}}}}

## Физические свойства
Оксид рутения(V) образует чёрные кристаллы.
Не растворяется в воде.

## Химические свойства
- Разлагается при нагревании в вакууме:

{\displaystyle {\mathsf {4Ru_{2}O_{5}\ {\xrightarrow {360^{o}C}}\ 2Ru_{4}O_{9}+O_{2}\ {\xrightarrow {440^{o}C}}\ 8RuO_{2}+O_{2}}}}